# Heroic
Heroic — норвежская киберспортивная организация, имеющая подразделения по Counter-Strike 2, Dota 2, PUBG Mobile, Fortnite и Valorant. Была основана в Дании 26 августа 2016 года игроками по CS:GO, ранее выступавшими за SK Gaming. Они стали частью организации BLAST Premier, а в 2018 году были проданы компании Seranades Global. В феврале 2021 года Heroic была приобретена норвежской организацией Omaken Sports.
Heroic наиболее известна своими выступлениями по Counter-Strike, их команды не раз входили в десятку лучших в мире и участвовали в плей-офф таких мейджоров, как PGL Major Stockholm 2021 и PGL Major Antwerp 2022, IEM Rio 2022, Blast Paris Major 2023, Perfect World Shanghai Major 2024

## Counter-Strike

### Counter-Strike: Global Offensive
Команда Heroic была официально сформирована в 2016 году бывшими членами Team X с первоначальным составом, в который входили: Лукас «gla1ve» Россандер, Майкл «Friis» Йоргенсен, Вальдемар «valde» Вангсо, Марко «Snappi». Пфайффер и Андреас «MODDII» Фрид.
11 апреля 2022 года Heroic выиграла 13-й сезон ESL Pro League и вышла в основной этап BLAST Premier World Final 2021.
На PGL Major Antwerp 2022 Heroic вышла в четвертьфинал, где проиграла Natus Vincere.
13 ноября 2022 года Heroic вышла в финал мейджор-турнира IEM Rio Major 2022, но проиграла команде Outsiders. 27 ноября команда стала чемпионом осеннего сезона BLAST Premier Fall Final 2022. В финале она обыграла FaZe Clan со счётом 2:1 и заработала 200 000 $. Heroic также отобралась на решающий турнир сезона от BLAST, который состоялся в Абу-Даби. BLAST Fall Final стал первой крупной победой датского коллектива.
| Флаг            | Ник             | Полное имя       | Роль            | Присоединился   |
| Основной состав | Основной состав | Основной состав  | Основной состав | Основной состав |
| --------------- | --------------- | ---------------- | --------------- | --------------- |
| Дания           | cadiaN          | Каспер Мёллер    | Капитан         | 11 октября 2019 |
| Дания           | stavn           | Мартин Ланд      | Снайпер         | 5 апреля 2020   |
| Дания           | jabbi           | Якоб Нигаард     | Стрелок         | 21 июня 2022    |
| Дания           | TeSeS           | Рене Мэдсен      | Стрелок         | 8 апреля 2020   |
| Дания           | sjuush          | Расмус Бэк       | Стрелок         | 26 февраля 2021 |
| Тренер          |                 |                  |                 |                 |
| Швеция          | Xizt            | Ричард Ландстрём | Тренер          | 29 марта 2022   |

### Counter-Strike 2
14 декабря 2023 года команду покинул тренер Ричард «Xizt» Ландстрём.
4 октября 2023 года команду покинул Каспер «cadiaN» Мёллер.
23 октября к команде присоединился Питер «dupreeh» Расмуссен, который представлял команду до конца 2023 года. 28 декабря 2023 года игрок покинул команду и присоединился к Preasy Esport.
25 октября команда переводит в запас Якоба «jabbi» Нугаарда и Мартина «stavn» Лунда. 24 ноября 2023 года игроки перешли в Astralis.
В декабре к команде присоединились Дамьян «kyxsan» Стоилковски, Нико «nicoodoz» Тамжид и Гай «NertZ» Илуз.
11 мая 2024 Нико «nicoodoz» Тамжид был переведен в запас. 23 июля 2024 года игрок перешёл в Gaimin Gladiators.
12 мая из OG Esports к команда присоединился Абдул «degster» Гассанов.
4 января Team Falcons выкупили Рене «TeSeS» Мэдсена, Абдула «degster» Гассанова и Дамьяна «kyxsan» Стоилковски.
6 января Гай «NertZ» Илуз перешел в Team Liquid.
9 января 2025 Расмус «⁠sjuush⁠» Бек покидает организацию.
10 января 2025 года был представлен новый состав.

### Текущий состав
|                 | Ник             | Полное имя         | Роль            | Присоединился   |
| Основной состав | Основной состав | Основной состав    | Основной состав | Основной состав |
| --------------- | --------------- | ------------------ | --------------- | --------------- |
| Флаг Беларуси   | gr1ks           | Глеб Газин         | Снайпер         | 29 июня 2025    |
| Флаг Швеции     | nilo            | Линус Бергман      | Стрелок         | 30 июня 2025    |
| Флаг Швеции     | LNZ             | Линус Холтенг      | Капитан         | 10 января 2025  |
| Флаг Беларуси   | tN1R            | Андрей Татаринович | Стрелок         | 10 января 2025  |
| Флаг Швеции     | yxngstxr        | Саймон Бойе        | Стрелок         | 10 января 2025  |
| Тренер          |                 |                    |                 |                 |
| Флаг Дании      | TOBIZ           | Тобиас Тео         | Тренер          | 28 июня 2025    |

#### Достижения и результаты
| Место | Турнир                                          | Место проведения | Дата                     | Призовые  |
| 2016  | 2016                                            | 2016             | 2016                     | 2016      |
| ----- | ----------------------------------------------- | ---------------- | ------------------------ | --------- |
| 3     | Northern Arena 2016 — Toronto                   | Торонто          | 1—4 сентября             | 15 000 $  |
| 3—4   | Northern Arena 2016 — Montreal                  | Монреаль         | 10—13 ноября             | 10 000 $  |
| 1     | International Gaming League 2016 — Grand Finals | Шанхай           | 20—27 ноября             | 43 476 $  |
| 2017  |                                                 |                  |                          |           |
| 3—4   | DreamHack Open Leipzig 2017                     | Лейпциг          | 13—15 января             | 10 000 $  |
| 3—4   | IEM Katowice 2017                               | Катовице         | 1—5 марта                | 24 123 $  |
| 3—4   | DreamHack Open Austin 2017                      | Остин (Техас)    | 28—30 апреля             | 10 000 $  |
| 3—4   | DreamHack Open Valencia 2017                    | Валенсия         | 13—15 июля               | 10 000 $  |
| 2     | DreamHack Open Atlanta 2017                     | Атланта          | 21—23 июля               | 20 000 $  |
| 2018  |                                                 |                  |                          |           |
| 2     | Copenhagen Games 2018                           | Копенгаген       | 30 — 31 марта            | 50 000 $  |
| 3     | DreamHack Open Austin 2018                      | Остин (Техас)    | 1 — 3 июня               | 10 000 $  |
| 3     | DreamHack Open Valencia 2018                    | Валенсия         | 12 — 14 июля             | 10 000 $  |
| 1     | Games Clash Masters 2018                        | Гдыня            | 28 — 30 сентября         | 50 000 $  |
| 1     | TOYOTA Master CS:GO Bangkok 2018                | Бангкок          | 22 — 25 ноября           | 40 000 $  |
| 3     | DreamHack Open Winter 2018                      | Йёнчёпинг        | 30 ноября — 2 декабря    | 10 000 $  |
| 2019  |                                                 |                  |                          |           |
| 2     | DreamHack Open Rotterdam 2019                   | Роттердам        | 18 — 20 октября          | 20 000 $  |
| 1     | DreamHack Open Atlanta 2019                     | Атланта          | 15 — 17 ноября           | 50 000 $  |
| 3     | EPICENTER 2019                                  | Москва           | 17 — 22 декабря          | 40 000 $  |
| 2020  |                                                 |                  |                          |           |
| 3     | DreamHack Open Leipzig 2020                     | Лейпциг          | 24 — 26 января           | 10 000 $  |
| 2     | DreamHack Open Summer 2020: Europe              | Online           | 8 — 16 августа           | 20 000 $  |
| 1     | ESL One Cologne 2020 Europe                     | Online           | 18 — 30 августа          | 150 000 $ |
| 3     | ESL Pro League Season 12: Europe                | Online           | 1 сентября — 4 октября   | 34 000 $  |
| 1     | DreamHack Open Fall 2020                        | Online           | 15 — 25 октября          | 33 000 $  |
| 2021  |                                                 |                  |                          |           |
| 1     | ESL Pro League Season 13                        | Online           | 8 марта — 11 апреля      | 200 000 $ |
| 3     | DreamHack Masters Spring 2021                   | Online           | 29 апреля — 9 мая        | 20 000 $  |
| 3     | ESL Pro League Season 14                        | Online           | 16 августа — 12 сентября | 55 000 $  |
| 3     | PGL Major Stockholm 2021                        | Стокгольм        | 30 октября — 7 ноября    | 140 000 $ |
| 4     | BLAST Premier: Fall Finals 2021                 | Копенгаген       | 24 — 28 ноября           | 25 000 $  |
| 2022  |                                                 |                  |                          |           |
| 3     | IEM Katowice 2022                               | Катовице         | 17 — 27 февраля          | 80 000 $  |
| 1     | Pinnacle Winter Series #3                       | Online           | 28 февраля — 16 марта    | 40 000 $  |
| 5—8   | PGL Major Antwerp 2022                          | Антверпен        | 14 — 22 мая              | 35 000 $  |
| 1     | Pinnacle Cup Championship 2022                  | Лунд             | 8 — 11 июня              | 150 000 $ |
| 2     | IEM Rio Major 2022                              | Рио-де-Жанейро   | 5 — 13 ноября            | 170 000 $ |
| 1     | BLAST Premier Fall Final 2022                   | Копенгаген       | 23 — 27 ноября           | 200 000 $ |
| 2023  |                                                 |                  |                          |           |
| 2     | IEM Katowice 2023                               | Катовице         | 4 — 12 февраля           | 180 000 $ |
| 2     | IEM Rio 2023                                    | Рио-де-Жанейро   | 17 — 23 апреля           | 42 000 $  |
| 3     | Blast Paris Major 2023                          | Париж            | 13 — 21 мая              | 80 000 $  |
| 3     | IEM Dallas 2023                                 | Даллас           | 29 мая — 4 июня          | 20 000 $  |
| 1     | BLAST Premier Spring Final 2023                 | Вашингтон        | 7 — 11 июня              | 200 000 $ |
| 3     | Gamers8 2023                                    | Эр-Рияд          | 16 — 20 августа          | 80 000 $  |
| 2024  |                                                 |                  |                          |           |
| 12—14 | PGL Major Copenhagen 2024                       | Копенгаген       | 21 — 31 марта            | 20 000 $  |
| 3     | BetBoom Dacha Belgrade 2024 #1                  | Белград          | 14 — 19 мая              | 50 000 $  |
| 3     | IEM Rio 2024                                    | Рио-де-Жанейро   | 7 — 13 октября           | 20 000 $  |
| 2     | Elisa Masters Espoo 2024                        | Эспоо            | 16 — 20 октября          | 40 000 $  |
| 2     | Thunderpick World Championship 2024             | Берлин           | 2 — 3 ноября             | 150 000 $ |
| 5—8   | Perfect World Shanghai Major 2024               | Шанхай           | 30 ноября — 15 декабря   | 45 000 $  |
| 2025  |                                                 |                  |                          |           |
| 1     | CCT Global Finals 2025                          | Online           | 24 — 27 апреля           | 75 000 $  |
| 1     | MESA Nomadic Masters Spring 2025                | Улан-Батор       | 30 апреля — 4 мая        | 135 000 $ |

### Heroic Academy
3 апреля 2025 года организация представила академический состав.
|                 | Ник             | Полное имя                | Роль            | Присоединился   |
| Основной состав | Основной состав | Основной состав           | Основной состав | Основной состав |
| --------------- | --------------- | ------------------------- | --------------- | --------------- |
| Флаг Дании      | Scr0b           | Расмус Поульсен           | Снайпер         | 3 апреля 2025   |
| Флаг Румынии    | fnl             | Дэвид Мушурою             | Стрелок         | 3 апреля 2025   |
| Флаг Дании      | Dengzoe         | Бертил Денгсё Вест Хансен | Капитан         | 3 апреля 2025   |
| Флаг Дании      | anber           | Андреас Брандт            | Стрелок         | 3 апреля 2025   |
| Флаг Украины    | St0m4k          | Владислав Лыхошва         | Стрелок         | 3 апреля 2025   |
| Тренер          |                 |                           |                 |                 |
| Финляндия       | doto            | Йонас Форсс               | Йонас Форсс     | 3 апреля 2025   |

## Dota 2

### История
4 января 2024 года команда HEROIC открыла подразделение по Dota 2. Игроками организации стали перуанцы Гектор «K1» Родригез, Элвис «Scofield» Пенья, бразильцы Жоао «4nalog» Джаннини, Матеус «KJ» Диниз и бельгиец Седрик «Davai Lama» Декмин. Тренером команды стал бразилец Игор «kaffs» Фуртадо.
8 апреля организация подписала Андрея-Влада «Mangusu» Сатяну в качестве второго тренера и Йенса Хофера в качестве психолога.
Команда прошла на The International 2024 через Южноамериканские квалификации. На чемпионате команда попала в нижнюю сетку и заняла 9—12 место.
20 сентября 2024 Гектор «K1» Родригез покинул состав команды. 23 сентября 2024 его заменил Давид «Parker» Флорес.
1 января 2025 к составу присоединились Юма «Yuma» Лангле и Адриан «Wisper» Сеспедес Доблес.

### Текущий состав
|                 | Ник             | Полное имя                      | Роль                | Присоединился   |
| Основной состав | Основной состав | Основной состав                 | Основной состав     | Основной состав |
| --------------- | --------------- | ------------------------------- | ------------------- | --------------- |
| Флаг Никарагуа  | Yuma            | Юма Лангле                      | Керри               | 1 января 2025   |
| Бразилия        | 4nalog          | Жоао Габриэль Джаннини Сантуш   | Мидер               | 4 января 2024   |
| Флаг Боливии    | Wisper          | Адриан Сеспедес Доблес          | Офлейнер            | 1 января 2025   |
| Перу            | Scofield        | Элвис де ла Круз Пенья          | Частичная поддержка | 4 января 2024   |
| Бразилия        | KJ              | Матеус Сантос Джунгли Диниз     | Полная поддержка    | 4 января 2024   |
| Тренер          |                 |                                 |                     |                 |
| Бразилия        | kaffs           | Игорь Фуртадо Гимарайнш Эстеван | Главный тренер      | 8 апреля 2024   |
| Румыния         | Mangusu         | Андрей-Влад Сатян               | Помощник тренера    | 8 апреля 2024   |

### Достижения
| Место | Турнир                 | Место проведения | Дата проведения | Призовые  |
| 2024  | 2024                   | 2024             | 2024            | 2024      |
| ----- | ---------------------- | ---------------- | --------------- | --------- |
| 9—12  | The International 2024 | Копенгаген       | 4—15 сентября   | 55 483 $  |
| 1     | PGL Wallachia Season 2 | Бухарест         | 4—13 октября    | 300 000 $ |

## Sim Racing

### История
2 февраля 2023 года команда HEROIC открыла подразделение по Sim Racing. Игроками организации стали норвежцы Томми Остгаард, Оскар Биксруд, Миккель Гаде и финляндец Томас Тяхтеля.
Через год, 9 февраля 2024 года, Томми Остгаард объявил, что с 31 марта он уходит из профессиональных симуляторов гонок. 25 марта Томас Тяхтеля объявил о своем уходе из организации. 31 марта оставшиеся два члена организации покидают её.
За все время команда сыграла на трёх турнирах: ESL R1 2023 — Spring Season, ESL R1 x Gamers8 2023 и ESL R1 2023 — Fall Season. Призовых мест не было. Индивидуально Томми Остгаард на турнире ESL R1 x Gamers8 2023 заработал 10 000 $. Томас Тяхтеля на ESL R1 2023 — Fall Season заработал 2189.85 $.

## Rainbow Six

### История
4 сентября 2021 года HEROIC подписывают свой первый состав по Rainbow Six. В него вошли Chaoxys, Dirza, BlaZ, Voy, spokeN, TORTANK и Thuunder j.
13 сентября Shoukri был взят в аренду у организации REDHOOD.
23 сентября Dirza покинул организацию.
23 февраля 2022 года команда была полностью расформирована.
2 марта Mrofficer88 присоединяется к команде в качестве тренера.
6 марта HEROIC приобретает состав команды cowana Gaming, состоящий из GorgoNa, Grizzly, Sloth, Benjamaster, davil и Anarchic.
12 августа GorgoNa покидает команду.
15 августа Sloth покидает команду.
9 сентября jume и Meloo присоединяются к HEROIC.
19 января 2023 года Benjamaster переходит в G2 Esports.
20 января Meloo уходит в запас.
1 февраля Sloth и nudl присоединяется к команде.
22 февраля — Sloth уходит в запас.
8 марта — nudl переходит в KOI.
9 марта- davil и Grizzly покидают команду.
10 марта — BlaZ, Kayak и Skiddy присоединяются.
20 августа UUNO покидает команду.
25 августа Skiddy покидает команду.
26 августа ASTRO и Leadr присоединяются.
13 ноября Heroic объявляют об уходе со сцены Rainbow Six.

### Достижения
| Год  | Место | Турнир                         | Место проведения    | Дата проведения | Призовые |
| ---- | ----- | ------------------------------ | ------------------- | --------------- | -------- |
| 2022 | 1     | European League 2022 — Stage 1 | Online              |                 | 15 763 $ |
| 2022 | 9—12  | Six Jönköping Major 2022       | Йёнчёпинг Стокгольм |                 | 10 000 $ |
| 2022 | 3—4   | European League 2022 — Finals  | Online              |                 | 13 249 $ |
| 2023 | 13—16 | Six Invitational 2023          | Монреаль            |                 | 55 000 $ |

## PUBG Mobile

### История
15 апреля 2024 года HEROIC объявляют о подписании нового состава по PUBG Mobile, который будет участвовать в PMSL EMEA Spring 2024 в качестве партнёрской команды. В состав входят ZAKARIA, HASSAN, QTEL, RAGNARoK и VOLT.
1 июля ZAKARIA, RAGNARoK, QTEL и HASSAN покидают команду.
17 июля J3, ABUDY, KEVIN и Wa7sh присоединяются.
4 августа HixYE новый тренер.

## Fortnite
5 октября присоединился Th0masHD.
30 мая Kiro, Hellfire и Fredoxie присоединяются к Heroic

### Текущий состав
|                 | Ник             | Полное имя      |
| Основной состав | Основной состав | Основной состав |
| --------------- | --------------- | --------------- |
| Флаг Дании      | Th0masHD        | Томас Дэвидсон  |
| Флаг Дании      | Hellfire        | Якоб Хансен     |

### Достижения
| Место | Турнир                 | Место проведения | Дата проведения | Призовые |
| 2024  | 2024                   | 2024             | 2024            | 2024     |
| ----- | ---------------------- | ---------------- | --------------- | -------- |
| 4     | DreamHack Dallas 2024  | Даллас           | 31 мая — 2 июня | 18 000 $ |
| 3—4   | Esports World Cup 2024 | Эр-Рияд          | 8—11 августа    | 80 000 $ |

## PUBG
2 февраля 2023 года организация объявила о закрытии подразделения.

### Достижения
Полужирным отмечены турниры PUBG Global Championship.
| Место | Турнир                              | Место проведения | Дата проведения        | Призовые в долларах США |
| 2021  | 2021                                | 2021             | 2021                   | 2021                    |
| ----- | ----------------------------------- | ---------------- | ---------------------- | ----------------------- |
| 1     | ESL PUBG Masters 2021 Europe Spring | Online           | 31 марта — 25 апреля   | 12 500                  |
| 2     | PUBG Finland — PSL Season 10        | Online           | 22—24 октября          | 5238                    |
| 2     | PUBG Global Championship 2021       | Инчхон           | 19 ноября — 19 декабря | 666 209                 |

## Rocket League
15 ноября 2021 HEROIC выходят на сцену Rocket League, приобретая состав The Flying Dutchmen, ViolentPanda, ThO и oaly. Virge стал тренером.
2 декабря ThO садиться на скамейку запасных, 6 мая 2022 года его продадут в Solary.
4 января 2022 года HEROIC подписали Yukeo.
28 февраля oaly покидает команду.
11 апреля noahsaki присоединяется к HEROIC.
23 мая HEROIC расформировывают состав. Команда пообещала не уходить с Rocket Legue, но уже более двух лет у них нет состава.